# 코바치 팔
코바치 팔(Kovács Pál, 1912년 7월 17일~1995년 7월 8일)는 헝가리의 스포츠 선수이다. 허들로 운동을 시작했지만, 펜싱으로 종목을 바꿨다.
코바치는 1933년 세계 선수권 대회에서 우승한 헝가리 대표팀의 일원이었다. 1936년 베를린 올림픽에서부터 1960년 로마 올림픽까지 헝가리는 5번의 올림픽에서 연속으로 사브르 단체전 금메달을 획득했다. 같은 팀이 세계 선수권 대회에서 8회 연속 금메달을 획득했다(세계 선수권 대회를 겸한 두 번의 올림픽 포함). 코바치는 1952년 개인전 금메달과 1948년 개인전 동메달도 획득했다. 1980년에는 국제 펜싱 연맹의 부회장이 되었다. 1995년 7월 부다페스트에서 사망했다.